# Hiroyuki Kagura
Hiroyuki Kagura (花倉 洸幸 Kagura Hiroyuki?,  Prefectura de Hyōgo, Japón, 24 de diciembre de 1989) es un actor de voz japonés, afiliado a I'm Enterprise. Algunos de sus roles más destacados incluyen el de Kenji Miyazawa en Bungō Stray Dogs, Ryō Sugisawa en Ōsama Game, Ryō Nishimiya en Sanrio Danshi y Corail en Yume Ōkoku to Nemureru 100-Nin no Ōji-sama.

## Filmografía

### Anime
2012
- Little Busters! como Estudiante C

2013
- Makai Ōji como Estudiante C

2014
- Cross Ange: Tenshi to Ryū no Rondo como Policía
- Gokukoku no Brynhildr como Varios

2015
- Cardfight!! Vanguard como Christopher Row
- Shigatsu wa Kimi no Uso como Estudiante
- Seiken Tsukai no World Break

2016
- Mobile Suit Gundam: Iron-Blooded Orphans como Miembro de Tekkadan
- Saiki Kusuo no Psi-nan como Estudiante A
- Shokugeki no Sōma como Audiencia A
- Nejimaki Seirei Senki: Tenkyō no Alderamin como Tobai
- Bungō Stray Dogs como Kenji Miyazawa[2]
- Mahō Shōjo Ikusei Keikaku como Estudiante masculino C
- Mob Psycho 100 como Daichi y Kaito Shiratori

2017
- Hand Shakers como Joven
- Sentōru no Nayami como Oficial D, amigo
- Beyblade Burst como Azur Eye
- Ōsama Game como Ryō Sugisawa[3]
- Blend S como Cliente

2018
- Sanrio Danshi como Ryō Nishimiya[4]
- Miira no Kaikata como Suzuki
- Rāmen Daisuki Koizumi-san como Niño A
- Yume Ōkoku to Nemureru 100-Nin no Ōji-sama como Corail[5]

### Películas animadas
- Bungō Stray Dogs: Dead Apple (2018) como Kenji Miyazawa[6]

### OVAs
- Bungō Stray Dogs: Hitori Ayumu (2017) como Kenji Miyazawa

### Videojuegos
2014
- White Cat Project como Artur

2015
- Ai★Chū como Kyōsuke Momoi
- Tower of Princess como Hansel, Hoffa
- Yume Ōkoku to Nemureru 100-Nin no Ōji-sama como Corail

2016
- Cocktail Ōji como White Lady
- Sanrio Danshi como Ryō Nishimiya[7]
- Legonex Knights: Marlock 2.0 como Aaron Fox

2017
- Usotsuki Shangri-La como Tetra[8]
- Granblue Fantasy como Tonerillo

2018
- Pawapuro-Kun como Makito Makita[9]

### CD dramas
- Shōnen Ōjo (Vol.2)
- Ai no Wana ni Hamare! como Hombre
- Anata wa Taidade Yūga como Novio
- Mahoroba Days como Kusuke (joven)